# Río Copiapó
Le río Copiapó est un fleuve chilien de la région d'Atacama. Débutant à la confluence des río Jorquera et Pulido, le río Copiapó parcourt 2,5 km avant de recevoir les eaux du río Manflas. Le long de ses 162 km, le fleuve coule vers le nord-ouest, traversant les villes de Tierra Amarilla et Copiapó, jusqu'à ce se jeter dans l'océan Pacifique. Son bassin présente un relief très irrégulier et accidenté, alternant principalement entre des vallées transversales.